# Gouvernement Taʿizz
Taʿizz (arabisch تعز, DMG Taʿizz) ist eines der 22 Gouvernements des Jemen. Es liegt im Süden des Landes.
Taʿizz hat eine Fläche von 12.605 km² und ca. 3.410.000 Einwohner (Stand: 2017). Das ergibt eine Bevölkerungsdichte von 271 Einwohnern pro km². Eine wichtige Verkehrsanbindung der Provinz bietet der Flughafen Taʿizz, der sowohl nationale wie auch internationale Flugverbindungen bietet.

## Verwaltungsgliederung
Das Gouvernement Taʿizz gliedert sich in 23 Distrikte.